# Alamriyadi
Alamriyadi est un magazine hebdomadaire marocain spécialisé dans le sport au Maroc, fondé par Said Charrat en 1997 avec comme nom Arrriyada wa founoun alharb.
Publié en arabe, il présente des actualités sportives nationales et internationales ainsi que des informations pratiques.
Alamriyadi est accessible en ligne via son site www.alamriyadi.com 
Le journal organise les 10 Diamants de la saison, prix qui honore chaque année des acteurs du sport marocains dont des dirigeants, joueurs, entraîneurs, arbitres, journalistes, photographes, etc. Il célèbre également les vétérans qui ont bâti l'histoire du sport marocain. Avec le temps, les 10 diamants sont devenus le rendez-vous pour la famille sportive marocaine.